# Phrurotimpus woodburyi
Espèce
Synonymes
- Phrurolithus woodburyi Chamberlin & Gertsch, 1929

Phrurotimpus woodburyi est une espèce d'araignées aranéomorphes de la famille des Phrurolithidae.

## Distribution
Cette espècese rencontre aux États-Unis en Utah et au Mexique au Coahuila,,.

## Description
Le mâle holotype mesure 1,9 mm.

## Liste des sous-espèces
Selon World Spider Catalog (version 21.5, 05/09/2020) :
- Phrurotimpus woodburyi woodburyi (Chamberlin & Gertsch, 1929)
- Phrurotimpus woodburyi utanus Chamberlin & Ivie, 1935

## Systématique et taxinomie
Cette espèce a été décrite sous le protonyme Phrurolithus woodburyi par Chamberlin et Gertsch en 1929. Elle est placée dans le genre Phrurotimpus par Chamberlin et Ivie en 1935.

## Étymologie
Cette espèce est nommée en l'honneur d'Angus Munn Woodbury.

## Publications originales
- Chamberlin & Gertsch, 1929 : « New spiders from Utah and California. » Journal of Entomology and Zoology, Claremont, vol. 21, p. 101-112.
- Chamberlin & Ivie, 1935 : « Miscellaneous new American spiders. » Bulletin of the University of Utah, vol. 26, no 4, p. 1-79 (texte intégral).